# T.L.T
Pour les articles homonymes, voir TLT.
Singles de Booba
A.C. Milan
(2013) Turfu
(2013)
T.L.T (acronyme de Tue Les Tous) est une chanson du rappeur français Booba. La chanson sortie en janvier 2013 est une réponse à la chanson Autopsie 5 de La Fouine, elle-même en réponse de A.C. Milan de Booba. Cette chanson intervient dans le clash entre Booba, La Fouine et Rohff.
La Fouine annonce la veille de la sortie du titre de Booba, un titre homonyme.

## Classement par pays
| Classement (2012)                       | Meilleure position |
| --------------------------------------- | ------------------ |
| Belgique (Wallonie Ultratop 50 Singles) | 44                 |
| France (SNEP)                           | 16                 |